# Monts Crazy
Les monts Crazy, aussi appelés Crazies, sont un massif montagneux des Rocheuses situé dans le Montana, aux États-Unis, et culminant à 3 417 mètres d'altitude au pic Crazy. D'une longueur de 60 km et d'une largeur de 25 km, ce massif isolé de la ligne continentale de partage des eaux d'Amérique du Nord domine les Grandes Plaines à l'est, d'où il est visible de très loin.

## Toponymie
La nation Crow nomme ces montagnes Awaxaawapìa Pìa, traduisible en « montagnes sinistres » ou, plus grossièrement, « montagnes folles » (crazy en anglais) car la signification de « pia » induit une nature extrême et imprévisible.
L’histoire contemporaine de l’origine du nom actuel des monts Crazy est tirée d'un récit de 1870 qui raconte comment une famille de pionniers fut prise au piège et assassinée par des membres de la tribu Piegan. Une seule femme survécut à la rencontre. Selon cette légende, la femme désemparée s’échappa des mains des Indiens et disparut dans les montagnes, y survivant dans l’isolement. Ce mythe contant la manière dont les Crazy Woman Mountains sont devenues les Crazy Mountains est relaté sur un panneau routier de la route du Montana. Sa validité historique est largement remise en cause,.

## Géographie

### Localisation

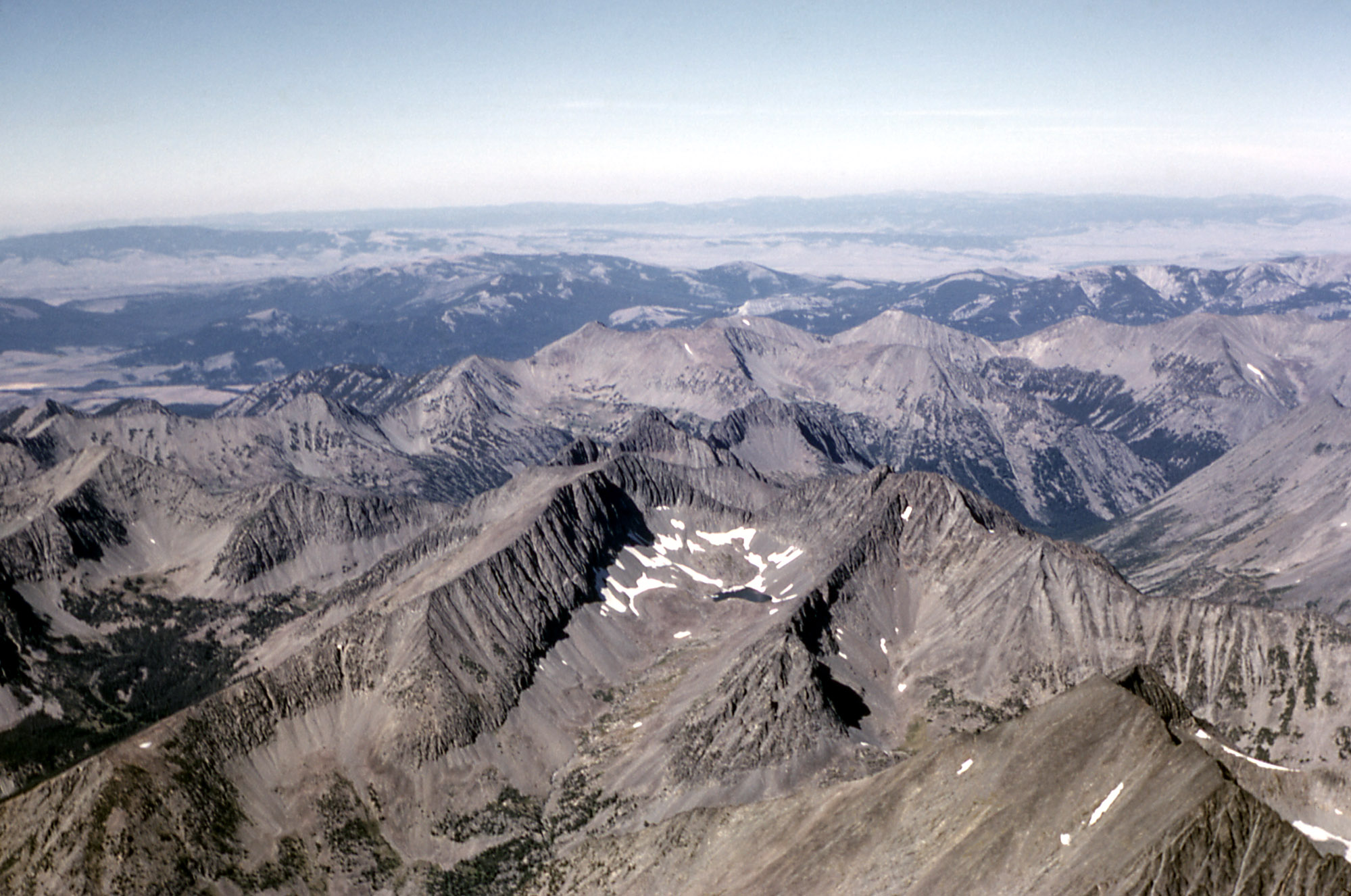
Vue aérienne des monts Crazy.

Les monts Crazy sont situés à l'intersection de trois comtés de l'État du Montana : le comté de Meagher au nord, le comté de Sweet Grass à l'est et le comté de Park à l'ouest et au sud. Ces montagnes sont presque complètement entourées par des terres privées qui rendent leur accès difficile, en particulier dans la partie sud, où sont situés les plus hauts sommets,.

### Hydrographie

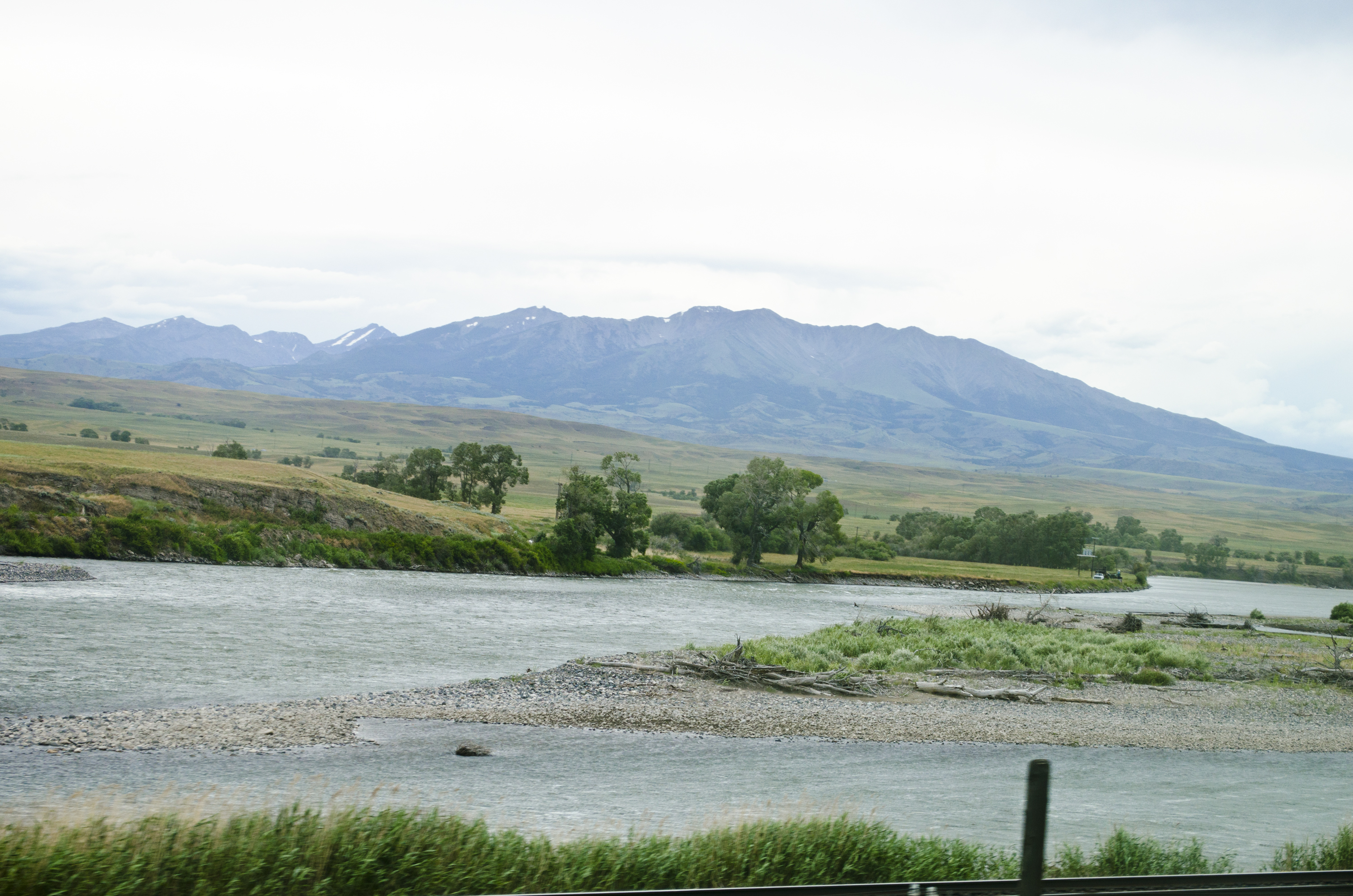
Vue de la rivière Yellowstone avec les monts Crazy en arrière-plan.

Les monts Crazy sont situés entre les rivières Musselshell et Yellowstone. Plusieurs rivières y prennent leur source : la rivière Shields, affluent de la rivière Yellowstone et longue de 105 km, le ruisseau Sweat Grass, également affluent de la rivière Yellowstone et long de 80 km et la rivière South Fork Musselshell, affluent de la rivière Musselshell.
Le massif abrite au moins 40 lacs alpins, dont seulement 15 sont nommés.

### Géologie
La roche-mère est constituée de roche magmatique plutonique datant du tertiaire. Elle se compose de diorite et de gabbro avec des zones de quartz monzodiorite, et est entrecoupée par de nombreux dykes et sills.

### Climat

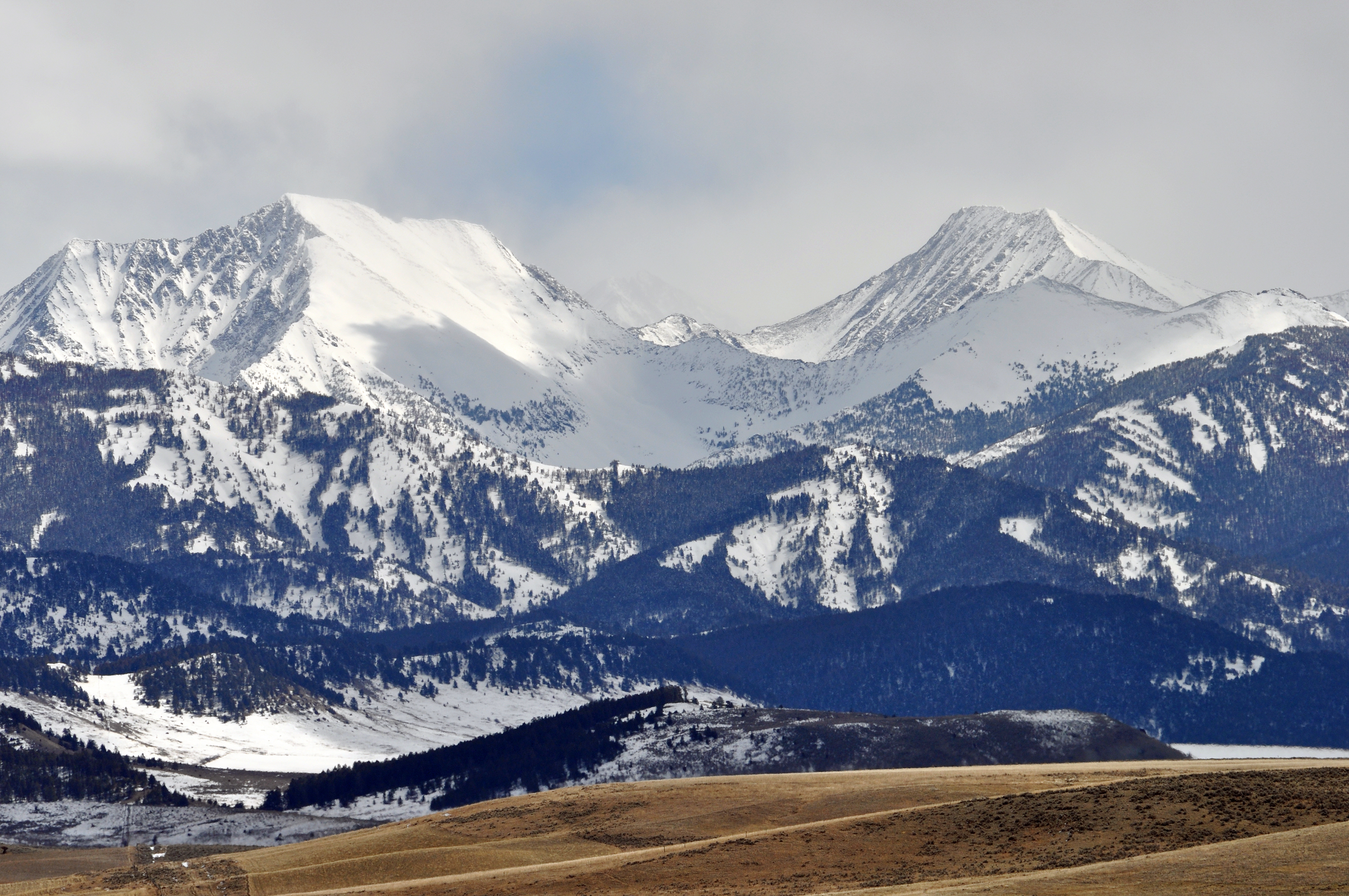
Vue de sommets enneigés en avril depuis le comté de Park.

En raison de leur situation dans la partie orientale des Rocheuses, ces montagnes ne reçoivent pas l'influence du Pacifique et sont par conséquent plus sèches que d'autres chaînes de montagnes dans le Montana

### Faune et flore
En raison de son climat, le massif est peu densément boisé. Il abrite un troupeau de chèvres des montagnes Rocheuses, des wapitis ainsi qu'occasionnellement des gloutons.

## Histoire
Cet endroit est un lieu sacré où, durant plusieurs millénaires, les tribus se rendent pour jeûner et prier. En 1804, un chef des Apsáalooke nommé Alapooish jeûne au sommet des monts Crazy et fait un rêve lui montrant la voie pour devenir chef des plaines du Nord. Alaxchíia Ahú, autre chef apsáalooke, reçoit également une vision lorsqu'il y jeûne en 1861, alors qu'il est encore adolescent. Il y prévoit la ruée vers l'or de Virginia City et l'ouverture de la piste Bozeman marquant le début de l'invasion de la nation Crow en 1864.

## Protection environnementale
Les monts Crazy sont partie intégrante de la forêt nationale de Gallatin et de celle de Lewis et Clark.

Vue des monts Crazy depuis l'est.

Vue des monts Crazy depuis le sud.